# Luigi Vanzi
Luigi Vanzi, né à Ferrare le 8 juin 1924 et mort dans la même ville le 22 janvier 1992, également connu sous le nom de Roy Ferguson, Vance Lewis et Gigi Vanzi , est un réalisateur, assistant réalisateur et scénariste italien. Il est surtout connu pour ses collaborations avec l'acteur américain Tony Anthony, qu'il a dirigé dans quatre films, dont trois westerns spaghetti qui font partie de la série d'Un dollar entre les dents.

## Filmographie
Sauf indication contraire, les informations mentionnées dans cette section peuvent être confirmées par la base de données cinématographiques IMDb,  présente dans la section « Liens externes ».

### Assistant réalisateur
- 1953 : L'Amour à la ville d'Alberto Lattuada
- 1954 : Les Gaîtés de l'escadron de Paolo Moffa (crédité comme Gigi Vanzi)
- 1955 : Femmes entre elles de Michelangelo Antonioni
- 1956 : Les Week-ends de Néron de Steno
- 1957 : Le Cri de Michelangelo Antonioni
- 1958 : Non sono più guaglione de Domenico Paolella

### Réalisateur
- 1960 : Les Nuits du monde (Il mondo di notte)
- 1961 : Carmen[2]
- 1964 : Les Sept de Thèbes (Sette a Tebe)
- 1967 : Un dollar entre les dents (Un dollaro tra i denti)
- 1967 : America paese di Dio (it) — documentaire
- 1967 : Un homme, un cheval et un pistolet (Un uomo, un cavallo, una pistola)
- 1968 : Le Cavalier et le Samouraï (Lo straniero di silenzio)
- 1970 : Le Secret des soldats d'argile (Il segreto dei soldati di argilla)
- 1974 : Piazza pulita